# Rudi Peters
Pour les articles homonymes, voir Peters.
Rudi Peters (30 janvier 1939-30 novembre 2002) est un homme politique provincial canadien de la Saskatchewan. Il représente la circonscription de Battleford-Cut Knife à titre de député du Parti saskatchewanais de 1999 à 2002.

## Biographie
Né à Rabbit Lake (en) en Saskatchewan, Peters devient député lors de l'élection générale de 1999. Peu avant la fin de son premier mandat, Peters succombe à un cancer à North Battleford à l'âge de 63 ans.